# Cerys Hale
Pas d'image ? Cliquez ici

b Matchs officiels uniquement.
Cerys Hale, née le 4 avril 1993, est une joueuse internationale galloise de rugby à XV évoluant au poste de pilier.

## Biographie
Cerys Hale naît le 4 avril 1993. En 2022, elle joue en club avec le Gloucester-Hartpury RFC. Elle compte 41 sélections en équipe du pays de Galles quand elle est retenue en septembre 2022 pour disputer sous les couleurs de son pays la Coupe du monde en Nouvelle-Zélande.
À l'automne suivant, elle fait partie des trente joueuses qui partent dans cette même île participer pour le pays de Galles au WXV 2023.

## Palmarès
- Vainqueur du Championnat d'Angleterre en 2023 et 2024.